# Абердин (Мисисипи)
Абердин (енгл. Aberdeen) град је у америчкој савезној држави Мисисипи.

## Демографија
По попису из 2010. године број становника је 5.612, што је 803 (-12,5%) становника мање него 2000. године.
| Група             | 2000.         | 2010.         |
| Белци             | 2.480 (38,7%) | 1.607 (28,6%) |
| Афроамериканци    | 3.862 (60,2%) | 3.886 (69,2%) |
| Азијати           | 25 (0,4%)     | 13 (0,2%)     |
| Хиспаноамериканци | 36 (0,6%)     | 57 (1,0%)     |
| Укупно            | 6.415         | 5.612         |